# Lufilufi
Lufilufi ist ein historischer Ort an der Nordküste von Upolu in Samoa. Der Ort gehört zum Wahlbezirk (electoral constituency, Faipule District) Anoamaa East (Itu Anoamaa) im Distrikt Atua.
Lufilufi ist das traditionelle Zentrum von Atua und die Residenz des königlichen Häuptlings Tui Atua pāpā. Die Regierung besteht aus der Gruppe der Sprecher (tulafale) des 'Faleono' (Haus der Sechs), welche auch berechtigt sind, den Tui Atua zu ernennen. Lufilufis Ehrenbezeichnung beinhaltet auch den Titel Matua o Atua (Haupt/Ältester von Atua).

## Geographie
Lufilufi liegt zusammen mit Falefa, Faleapuna und Saoluafata an einer Landzunge an der Nordküste von Upolu. An der östlichen Ortsgrenze verläuft auch die Grenze zwischen Atua und Vaʻa-o-Fonoti. Das Gebiet ist dicht besiedelt und vor der Küste schützen die Saoluafata Banks den Strand vor der Brandung.
In Lufilufi befindet sich auch das methodistische Piula Theological College und der Piula Cave Pool.

## Geschichte
Mündliche Überlieferung besagt, dass Lufilufi Teil des alten Territoriums von Falefa war bis zur Regierungszeit von Tui Atua Polailevao. Ein Häuptling mit Namen Velovaʻa (auch: Tautaifau) ging auf einen Fischzug und als er einen großen Fisch gefangen hatte, begab er sich nach Asau um dort seinen Vater, Tufuga zu besuchen. Als er durch das Gebiet kam, wurde er vom Tui Atua beglückwünscht und in dessen Wohnsitz Mulinuʻū ma Sepolataʻemo gerufen, wo der Junge Seleanamani anwesend war, der den Tui Atua bediente. Seleanamani wurde beauftragt den Fisch zu verteilen und ihn an die drei großen Distrikt von Atua zu verteilen: Anoamaʻa entlang der Nordküste, Itu Salefao entlang der Südküste und Aleipata am Ostende der Insel. Der Kopf des Fisches wurde nach Aleipata gesandt, der Körper blieb in Anoama’a und der Schwanz wurde nach Itu Salefao gesandt.
Der Tui Atua war erfreut über die Fähigkeit von Seleanamani den Fisch zu verteilen und benannte ihn daraufhin als „Selelimalelei“ und den Platz nannte er „Lufilufi“ („Nahrung aufschneiden“). Die Charta, Aufteilung und die Anrede von Atua beziehen sich auf diese Geschichte:
- Tulouna ao o Atua (Aleipata)
- Tulouna uso o Atua (Anoamaʻa)
- Tulouna iʻu o Atua (Itu Salefao)

### Weitere Ehrenbezeichnungen
O le Faʻalupega o Lufilufi:
Tulouna a oe Lufilufi
tulouna lau saofaiga
tulouna lo outou toʻaono (Poloai, Tomanogi, Magele, Sele, Taala, Feesago) ma le vai na lepa
Afio mai le Tui Atua ma ou tuʻituʻi o Tupaʻi ma Taʻinau
Susū mai lau susuga a Tupaʻi o le Nofoasā
Susū mai le Togiai o le Tui Atua ave aumalaga
Alaala mau Leausa ne e itu'au aʻi e Alataua aʻi
Afio mai Seutatia na alaala maota i le Mulinuu.
Malae fono:
Lalogafuʻafuʻa
Maota o Tupu:
Mulinuʻū ma Sepolataʻemo

## Machtzentrum
Lufilufi ist das politische Zentrum des Distrikts Atua. Der Herrscher von Atua ist der Tui Atua, der in Mulinuʻū ma Sepolataʻemo in Lufilufi residiert und dessen Einsetzungszeremonie auch dort durchgeführt wird. In Lufilufi befindet sich auch das Faleono (Haus der Sechs), ein Gremium aus sechs Familien, deren Sprecher (tulafale) das Privileg haben den Tui Atua zu wählen. Lufilufis Faleono ist damit das Gegenstück zu Faleiva (Tumua) in Leulumoega. Im Mulinu’ū ma Sepolata’emo wird auch die Zeremonie zur Investitur des Tupua Tamasese abgehalten (tama-a-aiga).
Die sechs Sprecher von Lufilufi berufen das Fale Atua (eine Art 'Parlament' von Ātua) ein, um einen Kandidaten für den Titel des pāpā Tui Atua zu bestimmen. Das Fale Atua entscheidet mit dem Tui Ātua in Kriegsdingen und Staatsangelegenheiten. Dieses 'Parlament' umfasst die sechs tulafale von Lufilufi und 13 andere vornehme Matai von Ātua – die jeweiligen Herrscher von Falefā, Solosolo, Saleaumua, Luatuanuʻu, Samusu, Lotofaga, Saoluafata und Lepā. Von diesen 13 Matai, sind neun tulafale und vier aliʻi.
In der Geschichte war Lufilufi öfters der Sitz der malo-, der Regierungsmacht (executive power). Dieses Privileg war jedoch zwischen Lufilufi und Leulumoega umstritten, und es gab Ausnahmen für dieses Gesetz: in Manono befand sich diese während der Herrschaft von Tamafaiga und in Falefa während der Herrschaft von König Fonoti.